# Val d'Echo
Val d'Echo (en castellà: Valle de Hecho i en aragonès de la Vall: Val d'Echo) és un municipi aragonès situat a la província d'Osca i enquadrat a la comarca de la Jacetània.
La vall està formada per l’Aragón Subordán, afluent de l’alt riu Aragó, que neix a 2.050 metres sobre el nivell del mar.

## Entitats de població
Al municipi, hi pertanyen les localitats de Echo, Siresa, Embún, Urdués i Santa Lucia.

## Llengua i patrimoni cultural
És un dels municipis d'Aragó on l'aragonès, la llengua autòctona, manté viu el seu ús social en la varietat occidental local anomenada cheso, que és també el gentilici de la zona. L'única llengua oficial, però, és la castellana. L'aragonès cheso es distingeix d'altres dialectes aragonesos, entre altres coses, pel seu ús dels articles lo i la, que no contrauen darrere preposició, així com per algunes desinències verbals i l'ús del verb haber amb l'antic significat de "tenir".
Arquitectònicament, hi destaca, per la seva importància artística i històrica, el monestir de San Pedro de Siresa.

## Patrimoni natural
La vall forma part de la RedNatura 2000 i ha estat declarada Parc Natural. A l'extrem nord del municipi, hi destaca l'anomenada Selva d'Oza, espai natural d'alta muntanya amb una gran diversitat de flora i fauna pirinenca.

## Agermanaments
- Acós

## Imatges

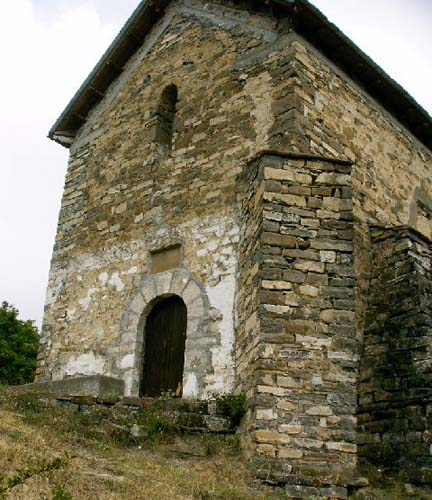
Ermita de Catarecha.
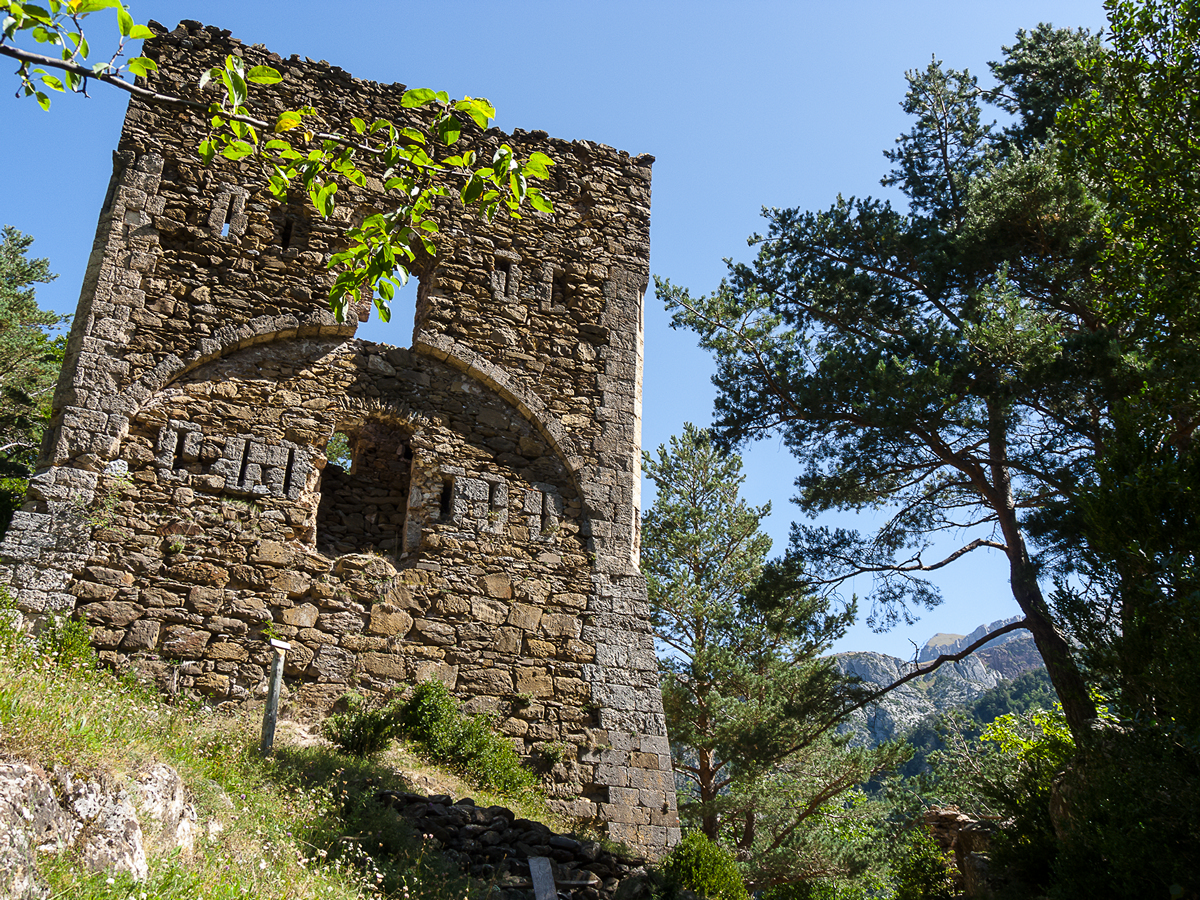
Fort Ysil.
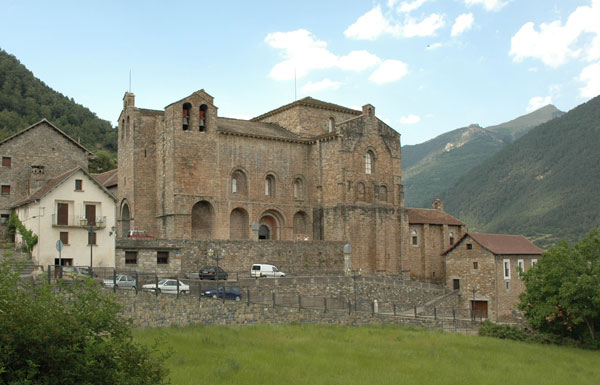
Monestir de San Pedro de Siresa
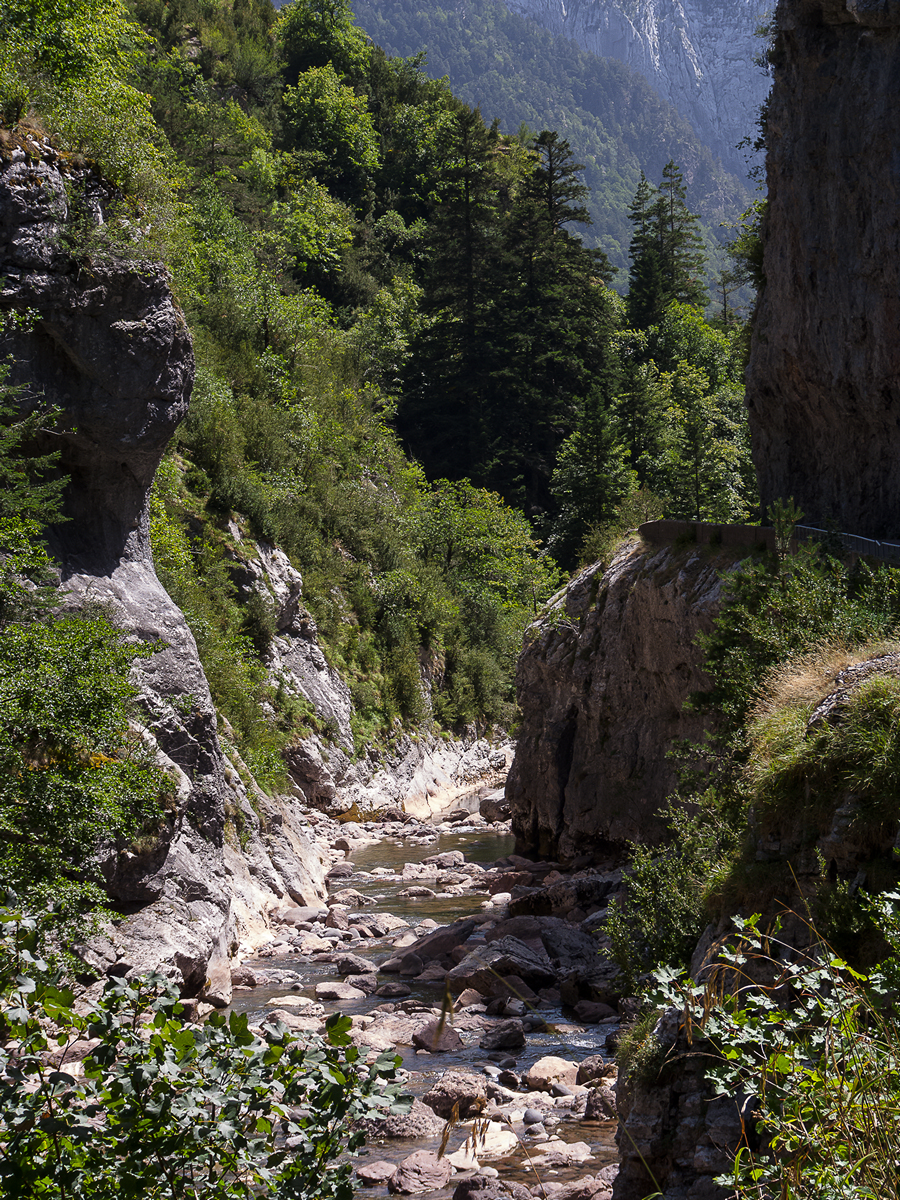
Selva d'Oza.
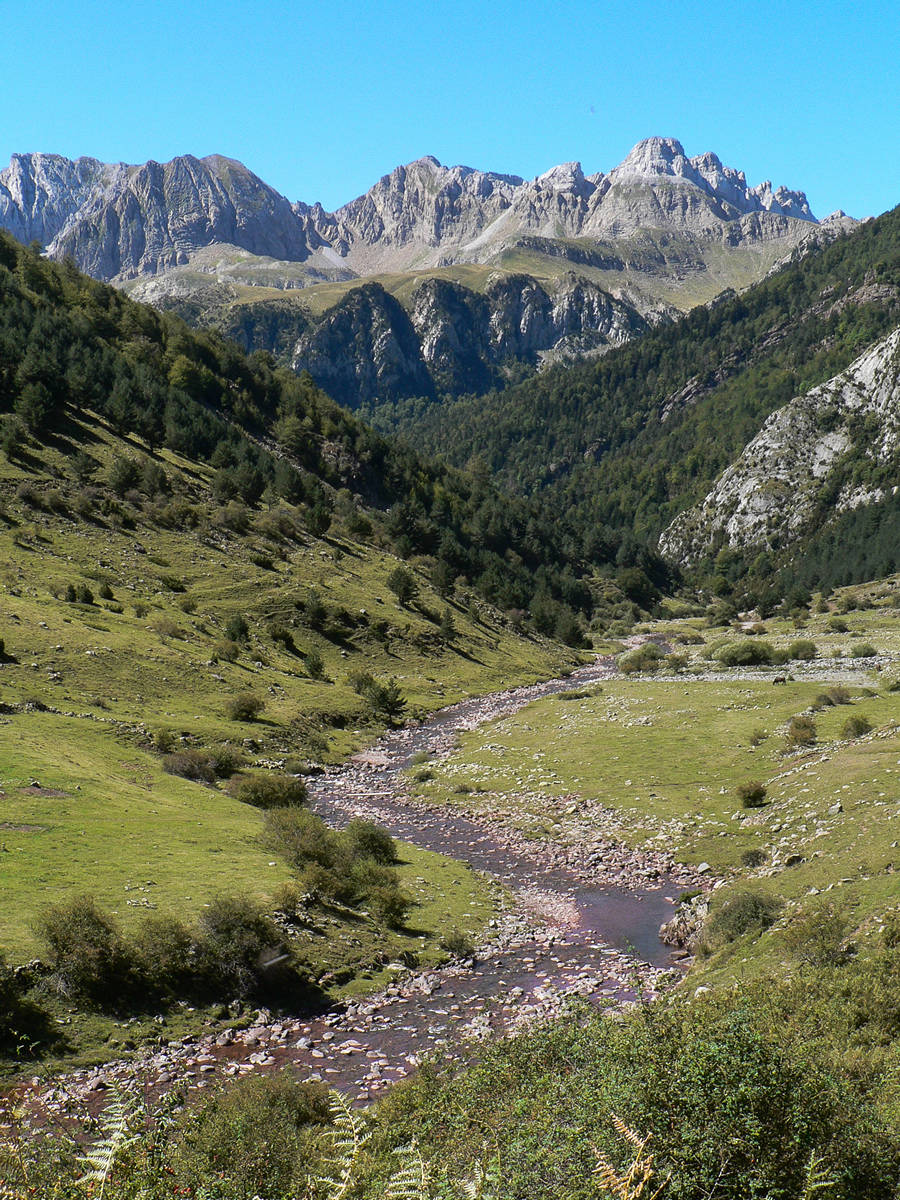
Selva d'Oza.
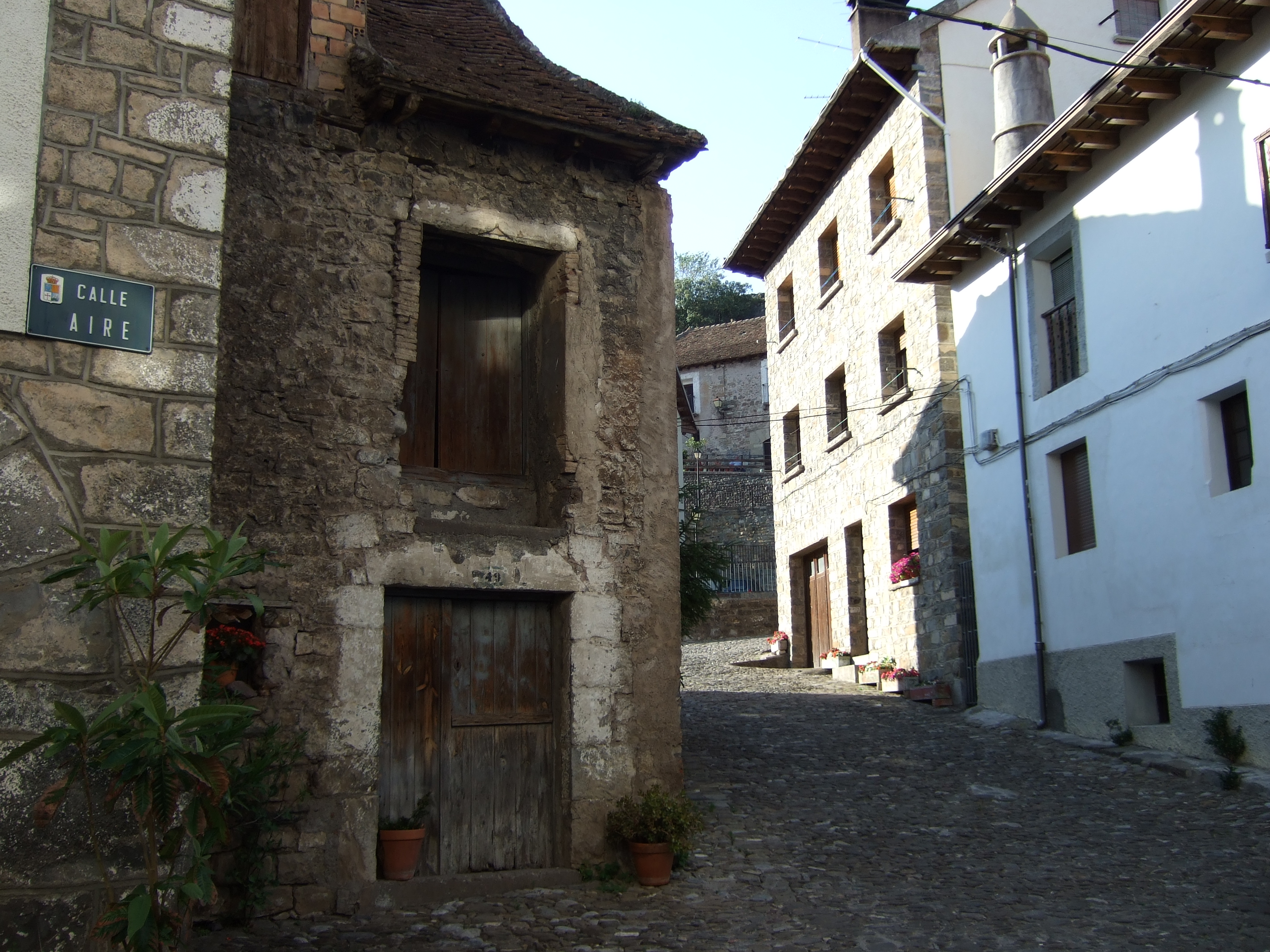
Hecho
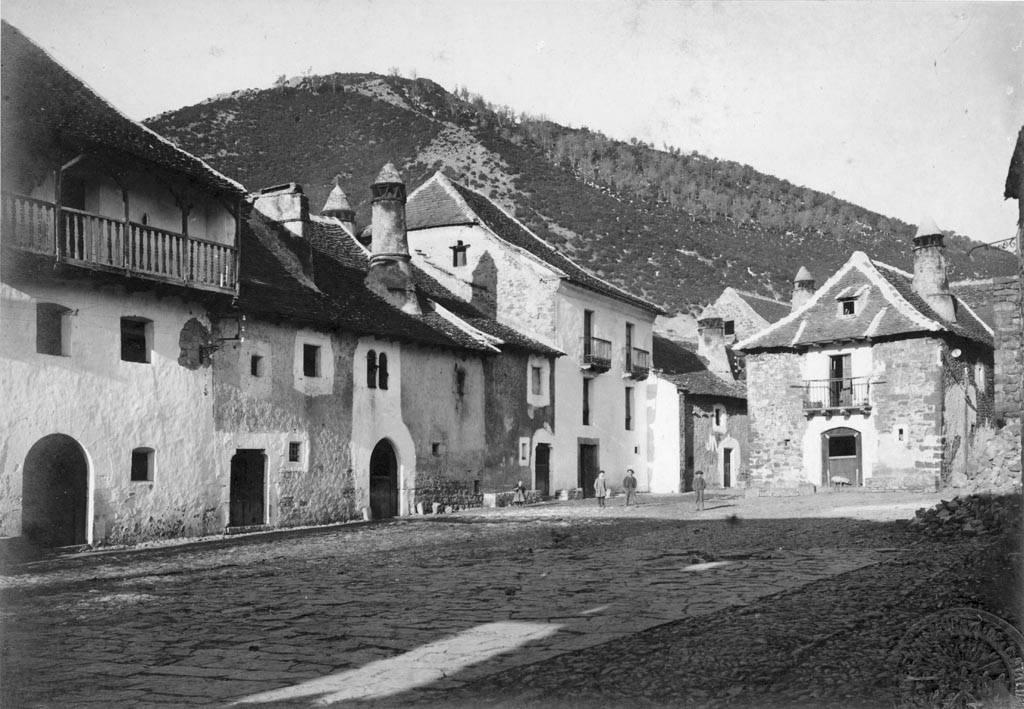
Plaça Major d'Echo (entre 1890 i 1914)
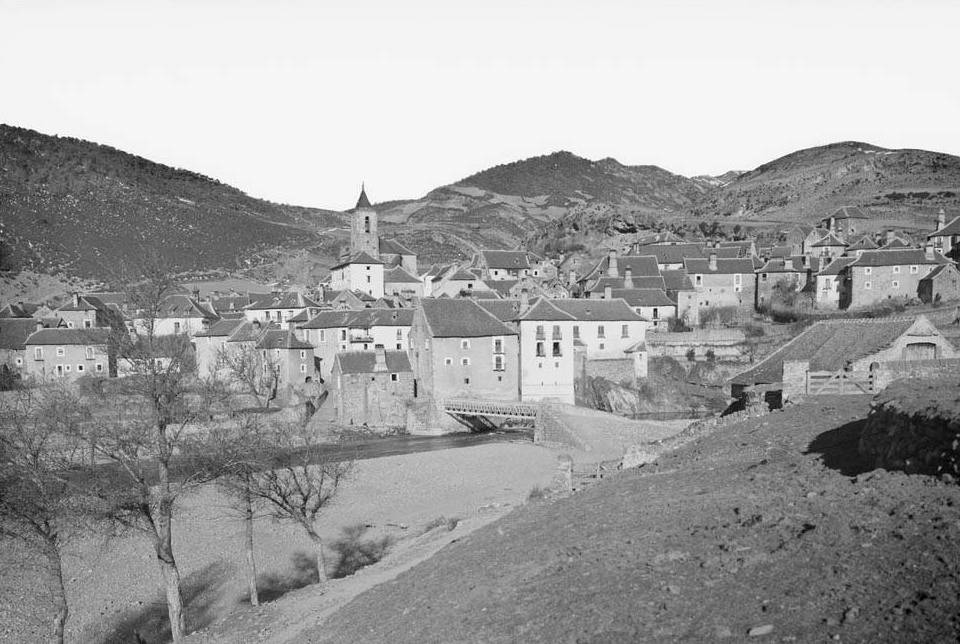
La vila d'Echo, al 1907